# 静岡文化芸術大学
静岡文化芸術大学（しずおかぶんかげいじゅつだいがく、英語: Shizuoka University of Art and Culture）は、静岡県浜松市中央区中央二丁目1番1号に本部を置く日本の公立大学。1999年創立、2000年大学設置。大学の略称はSUAC。

## 概観

### 大学全体
静岡県立大学短期大学部浜松校を母体として、ものづくり企業が集積した静岡県西部地区に2000年に開学した。設置当初は公設民営方式の私立大学として学校法人により運営されていたが、2010年からは公立大学法人に移管された。なお、学校法人から公立大学法人への移管を実施した大学は、高知工科大学、名桜大学に続き3例目となる。

## 沿革

### 略歴

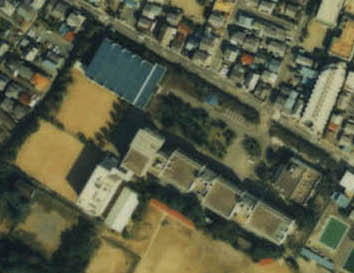
静岡県立大学浜松キャンパスの航空写真（1988年）。。

静岡県立大学浜松キャンパスでは、敷地の狭さとともに施設の老朽化が問題視されていた。また、同大学の浜松キャンパスには短期大学部しか設置されておらず、浜松市役所から四年制大学への改組が要望されていた。そのため、静岡県庁は、静岡県立大学浜松キャンパスを廃止するとともに、2000年に新たな四年制大学として学校法人運営による静岡文化芸術大学を設置した。

### 年表
- 1995年4月 高坂正堯を学長予定者に選定。
- 1996年5月 学長予定者の高坂正堯が死去。6月に木村尚三郎を学長予定者に選定。
- 1999年12月 学校法人静岡文化芸術大学設立。
- 2000年4月 開学。木村尚三郎を初代学長に任命。
- 2004年4月 大学院文化政策研究科、デザイン研究科を設置。
- 2006年
  - 4月 技術造形学科をメディア造形学科に名称変更。
  - 10月 学長の木村尚三郎が死去。
- 2007年4月 川勝平太を第2代学長に任命。
- 2009年6月 学長の川勝平太が静岡県知事選出馬のため辞任（川勝はこの選挙で当選した）。副学長の上野征洋を学長代行に任命。
- 2010年
  - 1月 熊倉功夫を第3代学長に任命。
  - 4月 学校法人静岡文化芸術大学から公立大学法人静岡文化芸術大学に移管[注 1]。
- 2015年4月 デザイン学部3学科をデザイン学科1学科に再編。
- 2016年4月 横山俊夫を第4代学長に任命。

| 静岡文化芸術大学学長 | 静岡文化芸術大学学長 | 静岡文化芸術大学学長 | 静岡文化芸術大学学長 | 静岡文化芸術大学学長           | 静岡文化芸術大学学長 | 静岡文化芸術大学学長 |
| 代                   | 氏名                 | 就任日               | 退任日               | 主要な経歴                     | 備考                 |                      |
| -------------------- | -------------------- | -------------------- | -------------------- | ------------------------------ | -------------------- | -------------------- |
| 1                    | 木村尚三郎           | 2000年4月1日         | 2006年10月17日       | 東京大学教養学部教授           |                      |                      |
| －                   | 上野征洋             | 2006年10月17日       | 2007年3月31日        | 静岡文化芸術大学副学長         | （学長代行）         |                      |
| 2                    | 川勝平太             | 2007年4月1日         | 2009年6月5日         | 国際日本文化研究センター副所長 |                      |                      |
| －                   | 上野征洋             | 2009年6月5日         | 2009年12月31日       | 静岡文化芸術大学副学長         | （学長代行）         |                      |
| 3                    | 熊倉功夫             | 2010年1月1日         | 2016年3月31日        | 林原美術館館長                 |                      |                      |
| 4                    | 横山俊夫             | 2016年4月1日         | （現職）             | 京都大学副学長                 |                      |                      |

## 基礎データ

### 所在地
- 浜松キャンパス（静岡県浜松市中央区中央二丁目1番1号）[注 2]

### 象徴
シンボルマークは、正方形の四辺がうねって曲線を描いたような意匠である。文化や芸術を探求する波の重なり合いを表すとされる。シンボルマークの色はDICカラーガイドの222番とされており、この色は大学のシンボルカラーともなっている。

## 教育および研究

### 組織

#### 学部

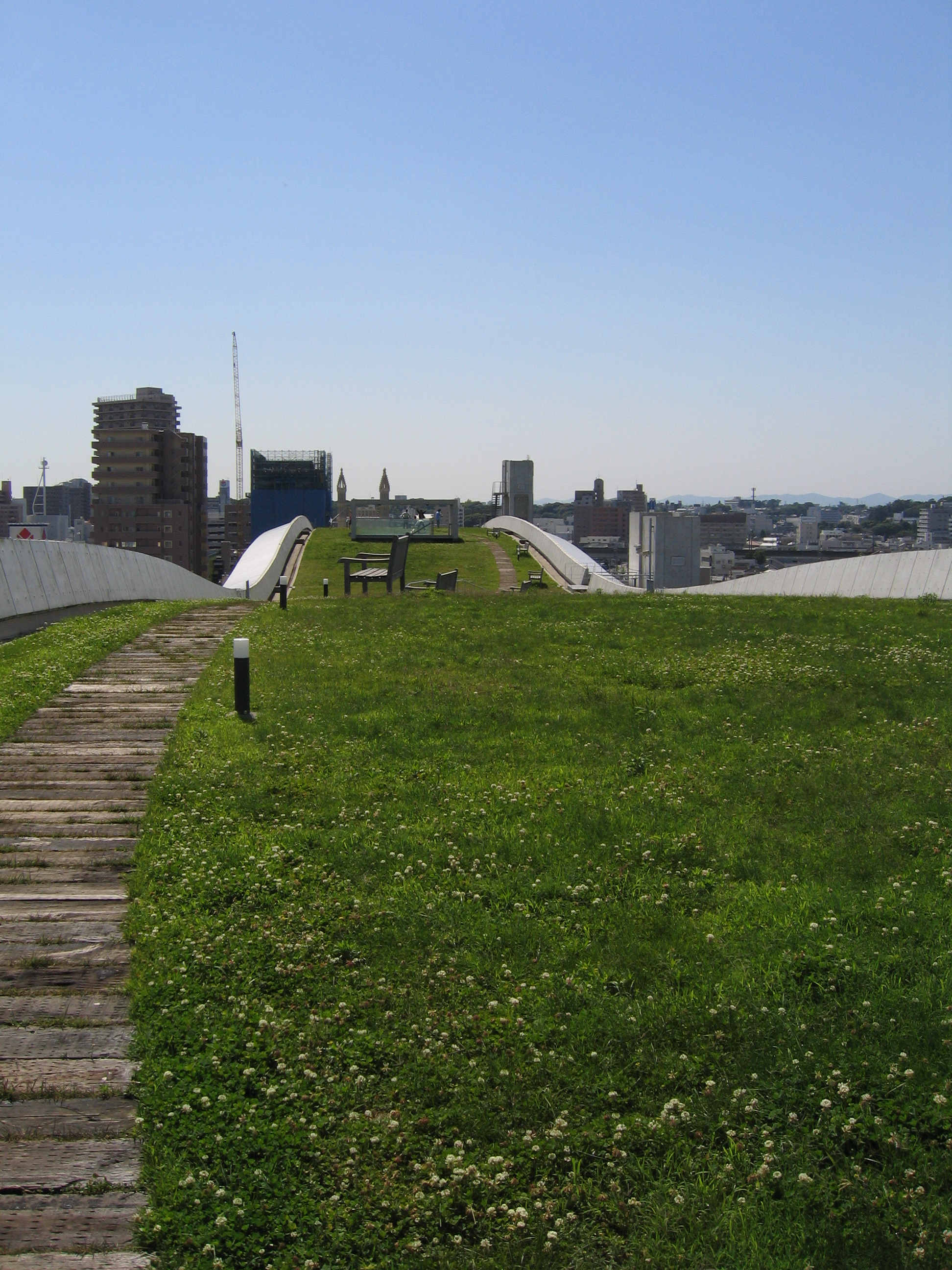
キャンパスの屋上庭園「創造の丘」

- 文化政策学部
  - 国際文化学科
  - 文化政策学科
  - 芸術文化学科
- デザイン学部
  - デザイン学科

#### 大学院
- 文化政策研究科
  - 文化政策専攻（修士課程）
- デザイン研究科
  - デザイン専攻（修士課程）

#### 附属機関
- 図書館・情報センター
- 文化・芸術研究センター
  - 自由創造工房
  - ギャラリー
- 多文化・多言語教育研究センター

## 大学関係者と組織

### 大学関係者組織
卒業生らにより組織された「静岡文化芸術大学同窓会」が設立されており、同会の事務局は静岡文化芸術大学のキャンパス内に設置されている。

### 大学関係者一覧
- 静岡文化芸術大学の人物一覧

## 施設

### キャンパス

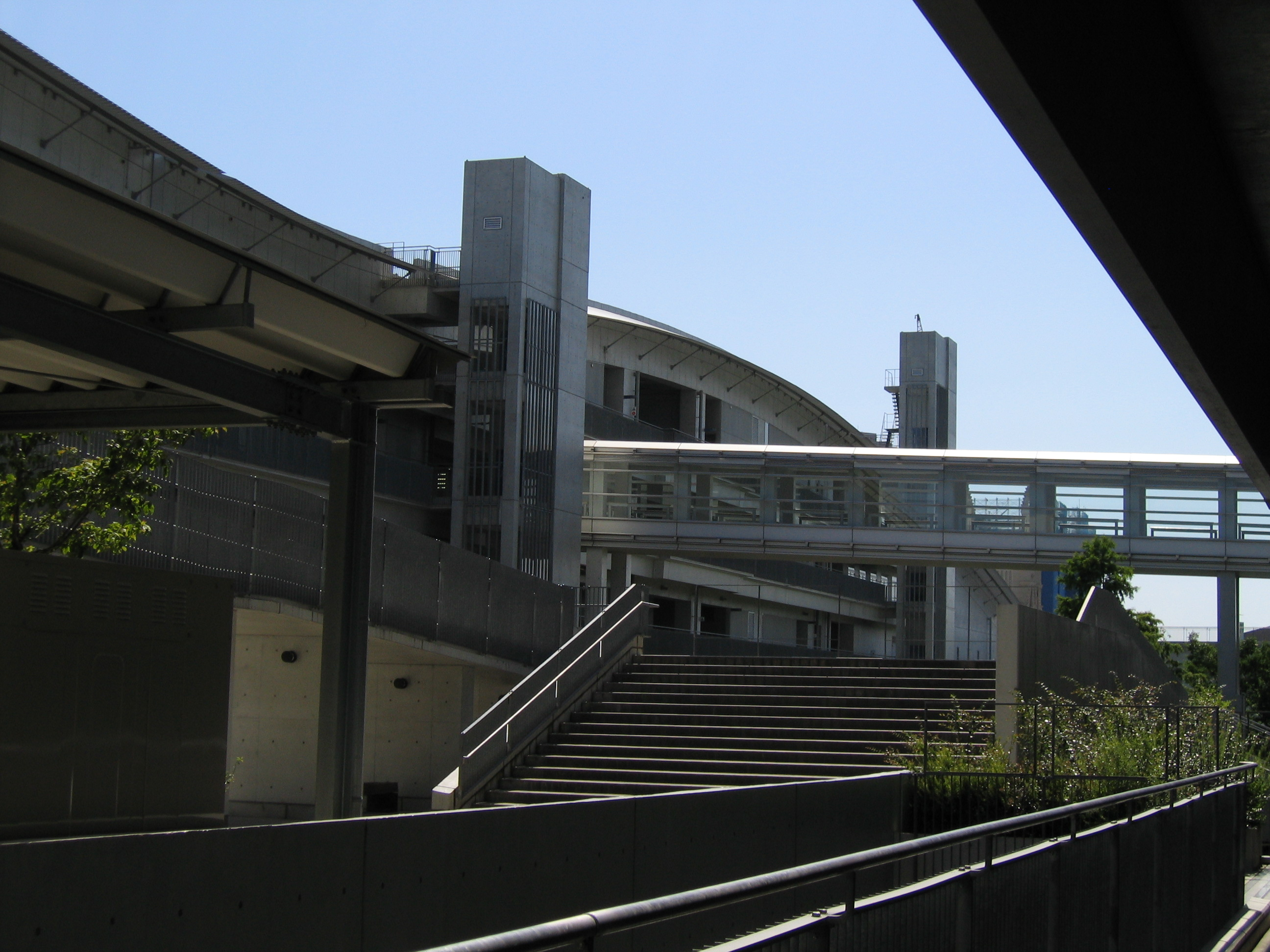
浜松キャンパスの校舎

キャンパスの建物自体がユニバーサルデザインを取り入れている。キャンパスは地域住民に開放されている。校舎には屋上庭園が設けられており、屋上緑化により夏や冬の空調の軽減を図っている。
かつて同地にあった野口公園と浜松市立東小学校を南隣に移転新築し、その跡地にキャンパスを建設した。
- 交通アクセス：
  - 浜松駅から徒歩15分。
  - 浜松駅バスターミナル10番のりばから「73丸塚・上石田経由笠井行き」「74中田町経由イオン市野行き」「75宮竹経由笠井行き」「76労災病院正門経由笠井行き」「77東海染工経由イオン市野行き（一部笠井行き）」「78産業展示館行き（一部笠井行き）」に乗車し、「文化芸術大学」下車（15分間隔で運行※「2早出経由イオン市野行き」を除く）。

## 対外関係

### 他大学との協定

#### 国際交流協定
（）内は締結年月日。
- 湖西大学校（2005年3月7日）
- 上海工程技術大学（2007年2月26日）
- フィンドレー大学（2007年3月19日）
- ウェールズ大学トリニティカレッジ・カマーゼン校（2008年9月23日）
- 浙江大学城市学院（2009年8月1日）
- ブルゴーニュ大学国際フランス語センター（2013年4月29日）

### 関係校
- 静岡県立大学
  - 静岡文化芸術大学は静岡県立大学短期大学部浜松校を四年制大学へ改組・転換して設立された。

### 日本国内の産学官連携
以下の地方自治体、企業・金融機関、経済団体、他の大学と産学官連携に取り組んでいる。
- 浜松市との相互協力及び連携に関する協定
- 静岡銀行との地方創生に係る相互協力及び連携に関する協定
- 静岡銀行他との産学連携に関する業務協力覚書
- 静岡大学、静岡県立大学、静岡文化芸術大学と賀茂地域1市5町の相互連携に関する協定（下田市、東伊豆町、河津町、南伊豆町、松崎町、西伊豆町）
- 浜松いわた信用金庫との産学連携に関する業務協力覚書
- しずおか産業創造機構との県内中小企業に対する支援協力に関する基本協定
- 静岡産業大学、静岡理工科大学、磐田商工会議所、袋井商工会議所、浜松いわた信用金庫と協力しての起業支援